# Miraitowa et Someity
Miraitowa (ミライトワ) et Someity (ソメイティ, Someiti) sont respectivement les mascottes des Jeux olympiques et paralympiques de Tokyo 2020. Comme les mascottes Wenlock et Mandeville des Jeux de Londres en 2012, ce sont des figures plutôt futuristes, inspirées par le manga.
Le Comité d’organisation des Jeux olympiques et paralympiques de Tokyo annonce le 7 décembre 2017 la présélection de trois paires de mascottes pour les Jeux olympiques d'été de 2020, parmi les 2 042 propositions reçues. Le choix final est accordé aux élèves des écoles primaires japonaises par l'intermédiaire d'un vote ouvert du 11 décembre 2017 au 22 février 2018. Les écoles internationales du Japon comme les écoles japonaises à l'étranger peuvent également voter.
La paire de mascottes gagnantes, dénommées Miraitowa et Someity, a été dévoilée le 28 février 2018. Créée par Ryo Taniguchi, un illustrateur de Fukuoka, elle a obtenu 53 % des suffrages des 205 755 classes ayant participé à la sélection — 70 % des écoles du pays.

## Miraitowa
Miraitowa (prononcé : mi-laï-to-wa), combinaison des mots japonais mirai (avenir) et towa (éternité). Ce nom a été choisi pour promouvoir un avenir où le cœur des gens du monde entier seront remplis d'un espoir éternel.
Son front porte l'emblème des Jeux de Tokyo 2020, dont le motif d'échiquier traditionnel est composé de rectangles bleu indigo de trois tailles différentes.

## Someity
Someity (prononcé : so-meï-ti) vient du mot japonais someiyoshino, une variété de cerisiers japonais très populaire, anglicisé de manière à sonner comme “so mighty” (si puissant).
Someity a des pétales de cerisiers sur la tête qui lui permettent de toucher ce qui l'entoure, et est pourvu d'une grande force aussi bien physique que mentale. La mascotte représente les athlètes paralympiques qui surmontent les obstacles pour repousser les frontières de ce qui est possible.  